# Itapissuma
Itapissuma es un municipio brasileño del estado de Pernambuco. Tiene una población estimada al 2020 de 26.900 habitantes, según el IBGE.

## Historia
El lugar donde hoy está la ciudad de Itapissuma fue primitivamente una aldea indígena situada entre el mar y el Río Itapissuma. Allí, en 1588, fue fundada una villa por iniciativa de padres Franciscanos.
En 1646 bajo el dominio holandés (que terminaría en 1654), fue construido un puente conectando la Villa de Itapissuma a la Isla de Itamaracá. Más tarde, ese puente sería sustituido por otro, actualmente llamado Puente Getúlio Vargas. También en el siglo XVII, por iniciativa del padre portugués Camilo de Mendonça, fue construida la primera capilla de Itapissuma, a San Gonzalo de Amarante.
Como buena parte de los municipios pernambucanos, la evolución de Itapissuma se dio de la siguiente forma: Aldea, Poblado, Villa, Distrito y Municipio autónomo. El Distrito fue creado por la ley municipal nº 11, del 30 de noviembre de 1892, subordinado al municipio de Igarassu. Por la ley provincial nº 8.952, del 14 de mayo de 1982, fue elevado a la categoría de Municipio, siendo instalado a 31 de enero de 1983.
De origen Tupí-Guarani, la palabra Itapissuma quiere decir "piedra negra", o sea, derivaría de Ita que significa piedra y de xuma que significa negra. La palabra era usada para designar las grandes piedras negras y moles que existían a los márgenes del Canal de Santa Cruza, al borde del cual está localizada la ciudad, en el Litoral Norte de Pernambuco.

## Turismo
Itapissuma esta rodeada por ríos, mar y manglares. Así, es reconocida como uno de los principales polos náuticos del Nordeste, además de ser considerada Patrimonio de la Humanidad por su reserva en la Mata Atlántica.